# Калашник Олег Віталійович
Калашнік Олег Віталійович — український митець. Працює з декоративним живописом, скульптурою (мініатюра / садово-паркова) та станковою графікою. Член Національної Спілки Художників України (2012). Член художньо-реставраційного об'єднання «Red Horse».

## Біографія
Народився у місті Охтирка Сумської області 22 лютого 1977 року. Закінчив Харківське художнє училище за спеціальністю «художник-оформлювач» (1998) та Харківську державну академію дизайну і мистецтв за спеціальністю «скульптура» (2004). Роботи художника зберігаються у музейних та приватних колекціях України, Німеччини, Франції, Росії, Португалії та США. Живе та працює в Харкові.
Під час російського повномасштабного вторгнення в Україну займається волонтерською діяльністю в м. Харків. 

## Виставки
- 2022 — Персональна виставка «ENFANT TERRIBLE», м. Харків, ЦСУ «YermilovCentre».
- 2021 — Участь в міжнародному ленд-арт симпозіумі «Могриця», с. Могриця, Сумська область
- 2021 — Участь в резиденції «ART KUZEMYN», с. Куземин, Сумська область.
- 2021 — Персональна виставка «Висота», м. Харків, Художня галерея імені Генріха Семирадського.
- 2020 — Всеукраїнське Бієнале, м. Київ.
- 2011, 2013, 2017, 2018 — Фестиваль «ЛОМ», Росія, м. Єкатеринбург.
- 2018 — Персональна виставка «Про злети й падіння», м. Харків, галерея «Кам'яна квітка».
- 2017 — Групова виставка «MUNDY CONTRARIA», м. Київ, галерея «М-17».
- 2017 — Персональна виставка «Веселі картинки», м. Харків, галерея «Вова-Таня».
- 2016 — «ГагарінFest», м. Харків.
- 2015 — Групова виставка «Розповіді для дорослих», м. Київ, Арсенал.
- 2015 — «ГогольFest», м. Київ.
- 2014 — Групова виставка «Середина літа», м. Київ, галерея «Парсуна».
- 2009 — Групова виставка «Салат» м. Харків, галерея «Маестро».
- 2008 — Бієнале молодіжних проєктів «Non-Stop Media IV», м. Харків, Муніципальна галерея. Лауреат, диплом за краще концептуальне рішення.
- 2008 — V Internationale Biennial of Contemporary Medals, Сейшал, Португалія.
- 2008 — Всеукраїнська різдвяна виставка, м. Харків, Будинок художника.
- 2007 — Персональна виставка «Живопис. На Землі», м. Харків, Interationale Hours.
- 2007 — Всеукраїнська різдвяна виставка, м. Київ, Будинок художника.
- 2007 — Обласна виставка до Різдва Христова, м. Харків, Будинок художника.
- 2004 — Internationale Exhibition of Contemporary at the Former Mundet canteens Art medal world congress FIDEM XXIX 2004.
- 2004 — Сейшал, Португалія.
- 2004 — Фестиваль міжнародних проєктів «Non-Stop Media», м. Харків, Муніципальна галерея.
- 2003 — III Internationale Biennial of Contemporary Medals, Сейшал.
- 2003 — Виставка скульптури малих форм «KING SIZE», м. Харків, галерея «Палітра».
- 2002 — FIDEM, 28е Congres Internationale de la Midaille art (міжнародний конгрес медального мистецтва), Франція, Париж.
- 2002 — Проєкт «Боляче дихати» в рамках Загальноміської декади творчої молоді, м. Харків, Муніципальна галерея.
- 2001 — Всеукраїнська виставка присвячена 2000-літтю різдва Христового, м. Харків, Будинок художника.
- 2001 — Персональна виставка живопису та скульптури, м. Чернігів, Обласний молодіжний театр.
- 2000 — XXVII FIDEM2000 Internationale medaillenkunst (Міжнародне медальне мистецтво), Німеччина, Берлін, Веймар.
- 2000 — Всеукраїнська виставка присвячена Дню художника, м. Харків, Будинок художника.
- 2000 — III виставка скульптури «На кордоні тисячоліть», м. Харків, Будинок художника.
- 2000 — Обласна виставка до Різдва Христового, м. Харків, Будинок художника.
- 1999 — Міст Чехія-Харків. Виставка ніжних російських художників, м. Харків, галерея «Навпаки».